# チョル語
チョル語（チョルご、Chʼol, Chol）とはメキシコのチアパス州北部で話される言語。マヤ語族のチョル語群に属する。これと最も近縁の言語はチョンタル・マヤ語である。

## 方言
チョル語は通常ティラ方言とトゥンバラ方言の2つに大別される。

## 音声
チョル語には20の子音がある。
|        | 両唇音 | 歯茎音 | 後部歯茎音 | 硬口蓋音 | 軟口蓋音 | 声門音 |
| ------ | ------ | ------ | ---------- | -------- | -------- | ------ |
| 破裂音 | p pʼ b |        |            | ty tyʼ   | k kʼ     | ʼ      |
| 破擦音 |        | ts tsʼ | ch chʼ     |          |          |        |
| 摩擦音 |        | s      | x          |          |          | j      |
| 鼻音   | m      |        |            | ñ        |          |        |
| 流音   |        | l      |            |          |          |        |
| 半母音 | w      |        |            | y        |          |        |

他のマヤ語の歯茎音のt tʼ nにかわって口蓋化したty tyʼ ñ [tʲ tʲʼ ɲ]がある点に大きな特徴がある。言語類型論的に見てチョル語の口蓋化子音は風変わりである。
bはマヤ祖語の*bʼ [ɓ]に由来するもので、通常は前声門化音であり、語末では[ʔ]または[p]になる。
母音は/a/、/e/、/i/、/o/、/u/の5母音に中舌母音/ɨ/を加えた6母音の体系を持つ。ラテン文字では中舌母音は"ä"で表される。母音の長短は区別されない。歴史的にäは短いaに由来し、aは長母音aaに由来する。a以外では長短の区別は消え去った。
音節構造としては子音j [h]が母音の後ろに加えられたCVjC型の音節がある。例：sajkʼ「バッタ」。実際の音声では母音が通常の発声ではじまるが、後半で息もれ声になる。文法上このjは接中辞として働き、他動詞語根から受動態の語幹を派生させるのに用いられる。

## 文法
名詞は単独では単数でも複数でもあり得る。人間や動物については複数を表す接尾辞が-obを加えることができる。-tyakは不定の複数を表す。名詞にはA型人称接辞を加えて所有構文を作ることができる。身体部位や親族名称などは人称接辞を必要とする。ただし-Vl（Vは母音）接尾辞を加えた場合には人称接辞は不要になる。
マヤ語族に独特な位置語根（位置・形状・物理的な状態を表す）をチョル語も持つ。位置語根には派生接辞を加えて自動詞を作ることができる。
直接名詞を修飾できる形容詞は存在するが数は少ない。それ以外は位置語根に関係節を構成する-bäを加える必要がある。この-bäは歴史的にミヘ・ソケ語族のソケ語から借用したものである。
二十進法の数詞を持つが、若い世代では4または5よりも大きな数はスペイン語で表現することが多い。数詞を単独で用いることはできず、数分類詞（助数詞）を加える必要がある。数分類詞の大半は接中辞jを持った形をしており、他動詞または位置語根から派生したものである。
前置詞はtyiがひとつだけあり、空間関係を具体的に表現するには他のマヤ語と同様に関係名詞を使用する。
動詞の語幹には人称、相、自動詞・他動詞の区別などを表す屈折接辞を加える必要がある。
チョル語はほかのマヤ語族の言語と同様に能格言語であり、人称接辞にA型（能格）とB型（絶対格）の区別がある。他動詞の主語(A)はA型、他動詞の目的語(O)と自動詞の主語(S)はB型の人称接辞で標示される。非動詞述語文の主語もB型の人称接辞で標示される。チョル語は相を条件とした分裂能格現象があり、不完全相では自動詞の主語がA型の人称接辞で表される。
チョル語の自動詞は活動を表すもの（行為者的、agentive）と状態を表すもの（非行為者的、non-agentive）の区別がある。同じ動詞でも行為者的な場合と非行為者的な場合があり、ディクソンのいう「流動的S」にあたる。後者は動詞が直接述語になるが、前者の場合は述語にならずに名詞化し、「する」を意味する軽い他動詞chaʼlの目的語になる。意味上の主語はchaʼlの主語としてA型の接辞で表される。同様の現象はモパン語、チョンタル語、ポコムチ語に見られる。
チョル語では受動態、適用態、使役、逆受動態などの態が発達している。
基本的な語順はVOS型だが、動詞の前に主題や焦点を置くことができる。

## 関連文献
- Warkentin, Viola; Scott, Ruby (1980). Gramática ch’ol. México, D.F.: Instituto Lingüístico de Verano